# Claes Green
Claes Green, född 15 februari 1973, är en svensk tidigare fotbollsmålvakt i Östers IF.
Claes Green började spela fotboll i  Östers IF när han var sex år gammal och år 1992 blev han uppflyttad till  A-laget. Han debuterade i Allsvenskan 1993 mot IFK Göteborg och år 1996 blev han ordinarie målvakt i Öster. Under hösten 1997 spelade Green i AIK som ersättare för Magnus Hedman, som blivit proffs i Coventry City FC. 
År 2000 började Claes Green att jobba som brandman och det skrev kontrakt med Växjö BK. Han återvände till Öster år 2004 Öster eftersom deras målvakter blivit skadade. Green avslutade målvaktskarriären i augusti 2005 på grund av en axelskada. Han jobbar i dag som brandman på Värends Räddningstjänst i Växjö.